# Аомори
Ао́мори, также Аомо́ри (яп. 青森市 Аомори-си) — центральный город и порт в Японии, расположенный на севере острова Хонсю в одноимённой бухте. Административный центр префектуры Аомори.
Площадь города составляет 824,54 км², население — 295 736 человек (1 августа 2014), плотность населения — 358,67 чел./км².

## Общие сведения
Аомори расположен в центральной части префектуры. Он выполняет роль транспортного коридора между двумя большими островами Хонсю и Хоккайдо, Японским морем и Тихим океаном. Основой экономики города является сельское хозяйство, выращивание яблок, чёрной смородины, разведение и ловля моллюсков (гребешков приморских — Mizuhopecten yessoensis), а также производство говядины. Ежегодно в Аомори проходят большие ночные парады нэбута с огромными фонарями. В городе расположена крупнейшее в стране поселение-стоянка эпохи неолита.

## География

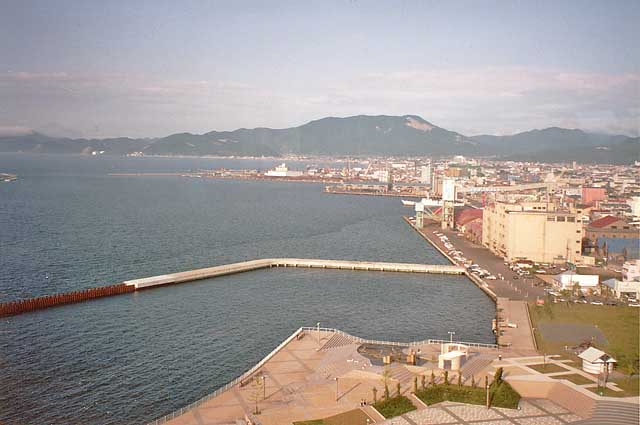
Порт Аомори на берегах залива Муцу, в северной части города.

Аомори расположен на северном побережье залива Муцу, на равнине Аомори, центральной части префектуры Аомори. Город окружён со всех сторон горами, крупнейшими из которых являются вулканическая гряда Хаккода.
Аомори граничит на западе с селом Йомогита и городом Госёгавара, на юго-западе с посёлками Итаянаги, Фудзисаки и селом Инакадате, на юге с городами Куроиси, Хиракава и Товада, и на востоке с посёлками Ситинохе и Хиранай. Северная сторона города Аомори омывается водами залива Муцу.
Площадь города составляет 824,54 км2. Это крупнейший город на территории префектуры Аомори.

## Климат
Климат Аомори умеренный. Средняя температура воздуха в 2007 году составляла 11,1 ° С. Лето по японским меркам прохладное и часто туманное, а зима относительно теплая, и очень снежная. Среднее количество осадков в 1999—2007 годах колебалось между 1300—1400 мм. Из-за природного феномена «снежной страны» город Аомори, является самым снежным городом в мире (среднегодовая толщина снежного покрова c 1981 по 2010 год — 669 см).
| Показатель                    | Янв.  | Фев.  | Март  | Апр.  | Май  | Июнь | Июль | Авг. | Сен. | Окт. | Нояб. | Дек.  | Год   |
| ----------------------------- | ----- | ----- | ----- | ----- | ---- | ---- | ---- | ---- | ---- | ---- | ----- | ----- | ----- |
| Абсолютный максимум, °C       | 13,5  | 17,1  | 20,1  | 28,3  | 30,0 | 33,5 | 35,1 | 36,7 | 35,9 | 30,5 | 23,8  | 21,1  | 36,7  |
| Средний суточный максимум, °C | 1,5   | 2,0   | 5,9   | 13,1  | 18,5 | 21,5 | 25,5 | 27,6 | 23,7 | 17,7 | 10,7  | 4,5   | 14,3  |
| Средняя температура, °C       | −1,4  | −1,1  | 2,0   | 7,9   | 13,1 | 17,0 | 21,1 | 23,0 | 18,9 | 12,6 | 6,4   | 1,3   | 10,1  |
| Средний суточный минимум, °C  | −4,3  | −4,3  | −1,8  | 3,2   | 8,3  | 13,2 | 17,6 | 19,3 | 14,6 | 7,8  | 2,4   | −1,6  | 6,2   |
| Абсолютный минимум, °C        | −23,5 | −24,7 | −18,4 | −12,2 | −1,4 | 4,0  | 6,5  | 8,9  | 3,0  | −2,4 | −12,1 | −20,6 | −24,7 |
| Норма осадков, мм             | 145   | 116   | 70    | 61    | 79   | 82   | 103  | 129  | 120  | 106  | 132   | 149   | 1290  |
| Источник:                     |       |       |       |       |      |      |      |      |      |      |       |       |       |

## История

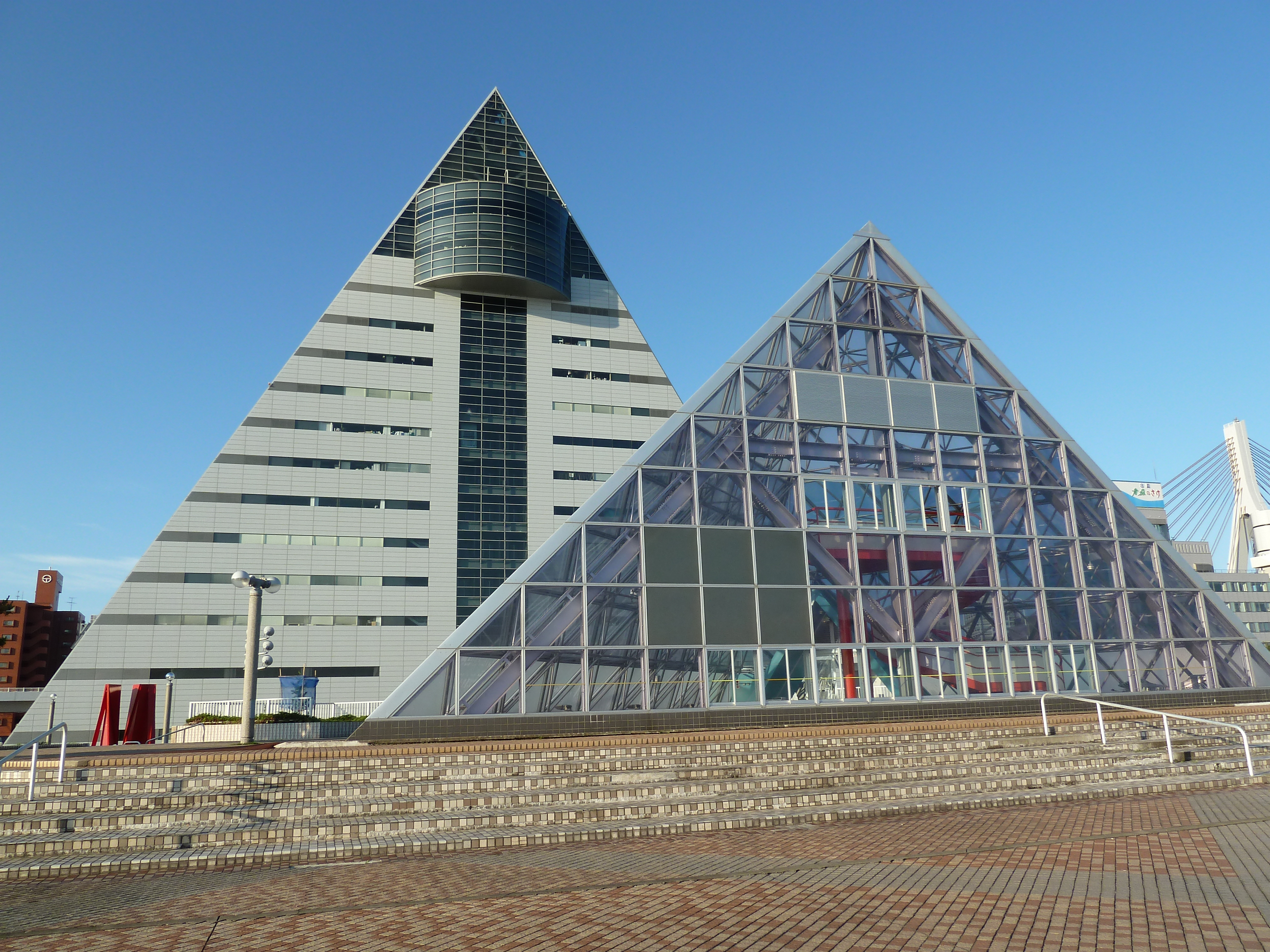
Туристический центр Аомори.

Первые люди поселились на территории Аомори в период Дзёмон (12 000 до н. э. — 300 до н. э.). Свидетельством этого является стоянка Саннай-Маруяма, крупнейшее поселение дзёмонцев в Японии. Потомки этих людей были частью этнически-социальной общности эмиси, которая в 12 веке была покорена и ассимилирована жителями государства Ямато, предками большей части современных японцев.
В древнюю и средневековую эпоху на территории Аомори существовало несколько разрозненных населенных пунктов — порт Охама, рыбацкая деревня Уоо и ряд постоялых посёлков для туристов. В 1489 году самурайский род Цуцуми захватил земли равнины Аомори и заложил вблизи села Уоо деревянный замок. Однако спустя века, в 1585 году, войска Цугару Тамэнобу, полководца из соседней равнины Цугару, уничтожили это укрепление и переподчинили себе местную округу.
В 1624 году Цугару Нобухира, преемник Тамэнобу и правитель княжества Хиросаки, приказал построить на берегах залива Муцу порт Аомори, который уже со следующего года начал принимать корабли. В 1626 туда был послан управитель из княжества Хиросаки, который начал развитие поселения. Этот год считается годом основания посёлка Аомори.
В течение всего периода Эдо (1603—1867) Аомори играл роль важного транспортного пункта в пределах княжества Хиросаки, владения рода Цугару. Он связывал основные японские земли на острове Хонсю с островом Хоккайдо, родиной айнов.
После реставрации прямого императорского правления в Японии в 1869 году и административной реформы 1871 года, княжество Хиросаки было преобразовано в префектуру Хиросаки. В сентябре 1871 года префектурный центр перенесли из Хиросаки в посёлок Аомори, и новая административная единица получила название префектура Аомори. 1 апреля 1898 года этому посёлку был предоставлен статус города.
Зимой 1902 года Аомори стал местом великой трагедии: на горном перевале Хаккода во время военных учений погибли 199 воинов из 210.
Японская армия сочла необходимым обеспечить маршрут через перевал Хаккода в том случае, если в зимний период времени железные дороги будут разрушены в результате обстрелов береговой линии Русским Императорским военно-морским флотом. Обучение в движении в зимних условиях было также признано необходимым в свете возможной войны с Россией, так было запланировано зимнее пересечение Хаккода. Учения были подготовкой к будущей русско-японской войне, которую предполагалось вести в Сибири.
Во времена существования Японской империи Аомори и его порт служили важным военно-стратегическим пунктом. Из-за этого город сильно пострадал во время Второй мировой войны — в октябре 1945 года авиация США уничтожила около 90 % его застроек.
Послевоенный Аомори развивался благодаря своему статусу префектурного центра и парому Аомори-Хакодате между островами Хонсю и Хоккайдо. В 1965 году численность населения города составляла 224 тыс. жителей, основой экономики являлись рыбная промышленность, машиностроение и производство изделий из лака. 
В 1984 году здесь был открыт музей железнодорожного транспорта.
С 1988 года под Сангарским проливом был проложен туннель Сэйкан, который заменил этот паром. В начале 21 века велось строительство скоростных железнодорожных путей синкансэн, которые соединили Аомори с Токио и крупными городами побережья Японского моря и Тихого океана.
1 октября 2006 года Аомори был признан центральным городом Японии.

## Экономика
Важный сельскохозяйственный, лесопромышленный, торговый и транзитно-транспортный центр в регионе Тохоку. Связан скоростным железнодорожным паромом с городом Хакодате (остров Хоккайдо).

## Администрация
Администрация города расположена по адресу Аомори-си, Тюо, 1-тёмэ, 22-5. Телефон — 017—734-1111.

## Достопримечательности
| Памятник | Описание | Памятник | Описание |
|          | Стоянка Саннай-Маруяма — крупнейшее поселение периода Дзёмон на Японском архипелаге. На её территории находится музей под открытым небом. Стоянка имеет статус особого исторического памятника государственного значения. |          | Мемориал Хаккода — памятник зимней катастрофе 1902 года в районе гор Хаккода. В ней погибли 199 воинов 5-го пехотного полка. Спаслось только одиннадцать человек во главе с Гото Фусаносукэ. |
|          | Сэйрю-дзи — буддистское святилище секты сингон, в котором находится статуя Дайбуцу Сёва. Она является крупнейшим скульптурным изображением будды Вайрочана в Японии.                                                      |          | Корабль-памятник «Кодамару» — железнодорожный паром на линии Аомори — Хакодате 1964—1988 гг. Корабль превращен в музей, посвященный истории паромных перевозок.                              |

### Фестивали

Фестиваль Аомори Нэбута
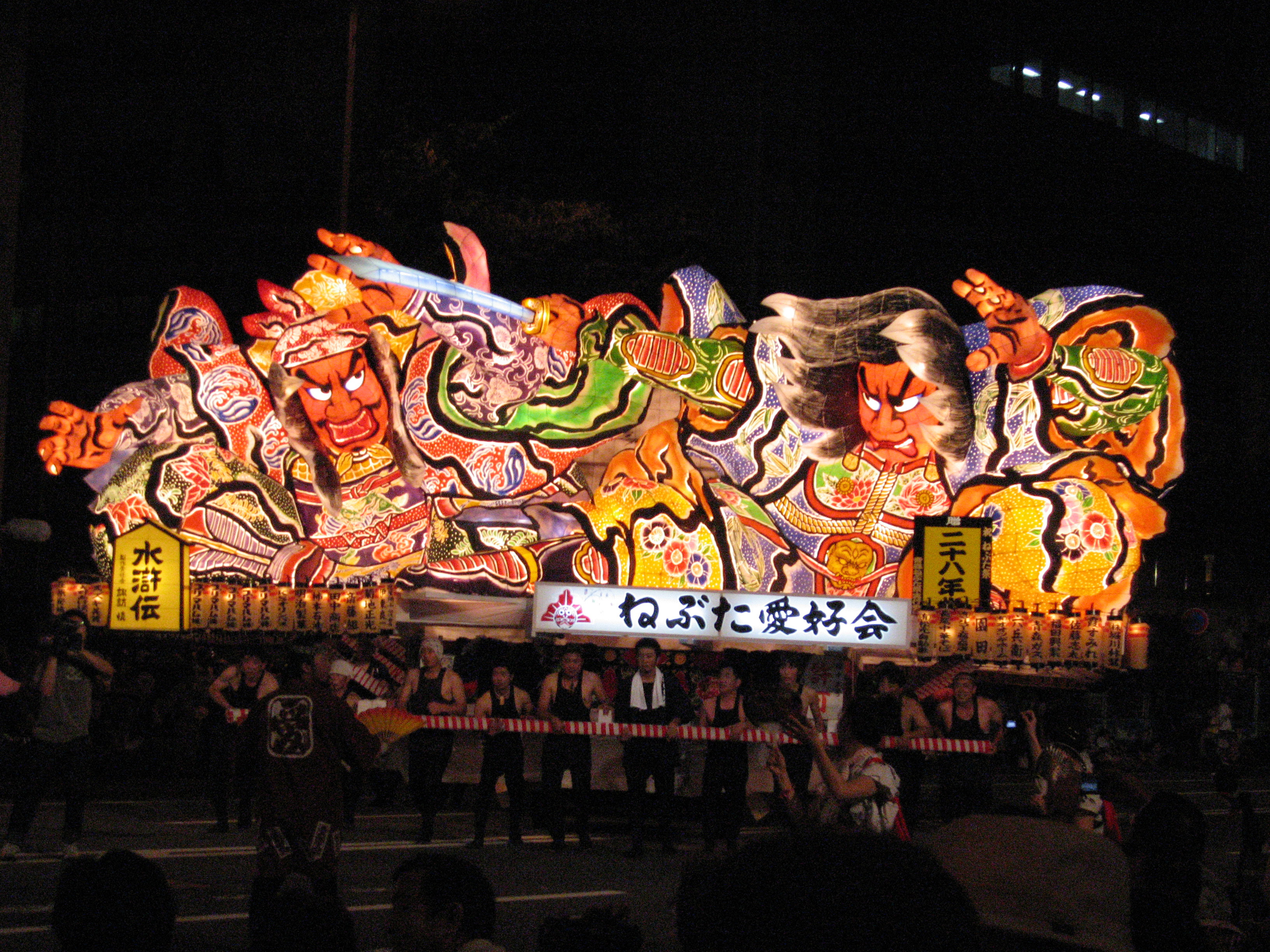
Карнавальная платформа с фигурами демонов «Они» (фото)
- Карнавальная платформа с фигурами демонов «Они» (видео)

- Зимний фестиваль Аомори (начало февраля)
- Прогулка по Хаккоде (29–31 марта)
- Весенний фестиваль Аомори, Фестиваль цветения сакуры в Намиоке (конец апреля – начало мая)
- Весенний фестиваль Аомори (проводится 2 дня во время Золотой недели)
- Радужный парад Аомори (июнь)
- Фестиваль Асамуси Онсэн Нэбута (середина июля)
- Фестиваль «Ясуката бэй»
- Фестиваль фейерверков Асамуси-Онсэн (1 августа)
- Фестиваль Аомори Нэбута (2–7 августа) – важное нематериальное народное культурное достояние. Один из трёх крупнейших фестивалей Тохоку.
- Фестиваль фейерверков в Аомори (7 августа)
- Фестиваль Намиока Китабатаке (середина августа)
- Кагари Кумоя (16 августа)
- Осенний фестиваль Аомори (середина сентября)

## Города-побратимы
- — Хакодате, Хоккайдо — с 1989 года
- — Кечкемет, медье Бач-Кишкун, Венгрия — с 1994
- — Пхёнтхэк, Кёнгидо, Южная Корея — с 1995
- — Далянь, Ляонин, Китай — с 2004 года